# Gastrophysa
Gastrophysa é um gênero de artrópode pertencente à família Chrysomelidae.

## Espécies
- Gastrophysa cyanea Melsheimer, 1847
- Gastrophysa polygoni (Linnaeus, 1758)
- Gastrophysa viridula (De Geer, 1775)